# Vidzeme
Vidzeme is een van de culturele en historische landstreken van Letland. De letterlijke vertaling is "Midden-Land", als centraal gedeelte van het historische Lijfland.
Gelegen in noord-centraal Letland grenst Vidzeme in het Westen aan de Golf van Riga, in het noorden aan Estland, in het oosten aan Rusland en Letgallen en in het zuiden aan de Daugava (Westelijke Dwina). Met ongeveer 23.000 km² beslaat het ongeveer een derde van de oppervlakte van Letland.